# KConfig XT
KConfig XT はアプリケーションの設定を保存したり取得するためのフレームワークである。

## 概要
KConfig XT は KDE 3.2 で導入されたフレームワークであり、主に KDE アプリケーションで利用されている。
開発者は XML 形式の .kcfg ファイルと ini に似た形式の .kcfgc ファイルを作成し、.kcfg ファイルと .kcfgc ファイルを引数として kconfig_compiler を実行する。kconfig_compiler が生成した C++ のソースファイル内では KConfigSkeleton クラスを継承するクラスが宣言されている。